# Yponomeuta
Yponomeuta és un gènere de petits lepidòpters (papallones) nocturns, del grup de les anomenades "arnes", que pertanyen a la família Yponomeutidae. Aquest gran gènere inclou al voltant d'unes 100 espècies descrites a tot el món, de les quals només unes deu viuen a Europa. Set d'elles consten a la base de dades de biodiversitat de Catalunya.

## Descripció
Normalment tenen ales blanquinoses tacades de negre. Aquest aspecte, que recorda a un abric de pell d'ermini, és característic del gènere Yponomeuta i fa que en alguns idiomes se les anomeni papallones ermini ("ermine moth"). Però aquestes taques no estan distribuïdes exactament de la mateixa manera entre els individus de la mateixa espècie, ni tampoc estan disposades simètricament a les dues ales del mateix individu. Per tant, només són característiques secundàries per a la identificació d'espècies.
De fet, les espècies d'aquest gènere són tan similars que és impossible distingir-les físicament, sent necessària l'observació dels seus genitals al microscopi. Algunes es poden diferenciar en l'etapa d'eruga, pupa o adult emergent gràcies a la seva preferència per una planta hoste específica.
Moltes de les erugues de la família dels iponomèutids fabriquen teranyines més o menys grans que poden arribar a cobrir pràcticament tot l'arbre o arbust del que s'alimenten.

## Taxonomia
Aquest gènere fou descrit, l'any 1796, per l'entomòleg francès Pierre André Latreille, un dels pioners en l'estudi dels artròpodes. El seu nom prové de la paraula grega antiga ὑπονομευτής ("hyponomeutes": que treballa sota terra). Actualment té al voltant d'unes 100 espècies reconegudes.
De totes elles, destaquem les espècies següents que han estat trobades a Europa. Per cadascuna, s'indiquen les plantes nutrícies de les que s'alimenten les erugues i també (si s'escau) la seva presència a Catalunya.
- Yponomeuta cagnagella (Hübner, 1813); espècie hoste: Euonymus europaeus, de vegades també Frangula alnus o Prunus spinosa. Citada al parc del Cadí-Moixeró i a la Garrotxa.
- Yponomeuta evonymella (Linnaeus, 1758); espècie hoste: Prunus padus i altres cirerers i serveres, incloent-hi Sorbus aucuparia. Citada al Pallars Sobirà i la vall d'Aran.
- Yponomeuta gigas (Rebel, 1892); espècie hoste: espècies del gènere Populus, sobretot Populus alba.
- Yponomeuta irrorella (Hübner, 1796); espècie hoste: Euonymus europaeus
- Yponomeuta mahalebella (Guénée, 1845); espècie hoste: Prunus mahaleb
- Yponomeuta malinellus (Zeller, 1838)(=Yponomeuta malinella); espècie hoste: pomera (Malus sp.) i perera. Citada a l'Alt Urgell.
- Yponomeuta padella (Linnaeus, 1758); espècie hoste: prunera, cirerer, Sorbus aucuparia, Rhamnus lycioides o Crataegus monogyna entre altres espècies de rosàcies. Citada al Pallars Sobirà, el Maresme i la Garrotxa.
- Yponomeuta plumbella (Denis & Schiffermüller, 1775); espècie hoste: Euonymus europaeus i, de vegades, altres espècies de rosàcies. Citada a la Garrotxa.
- Yponomeuta rorrella (Hübner, 1796); espècie hoste: salzes (principalment Salix alba) i pollancres. Citada al Pallars Sobirà i a la Cerdanya.
- Yponomeuta sedella  (Treitschke, 1832) (=Yponomeuta vigintipunctatus); espècie hoste: espècies de Sedum, principalment Sedum telephium. Citada al Pallars Sobirà.

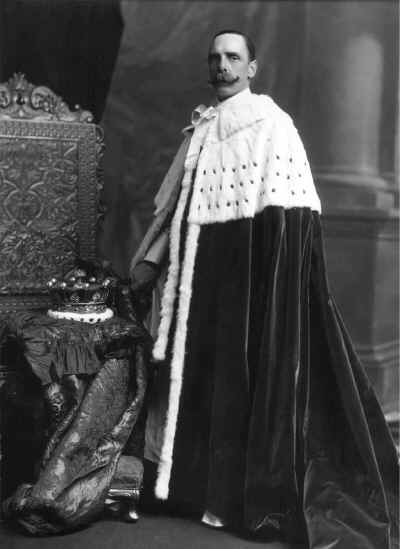
roba de pell d'ermini amb un patró semblant a les ales d'Yponomeuta.
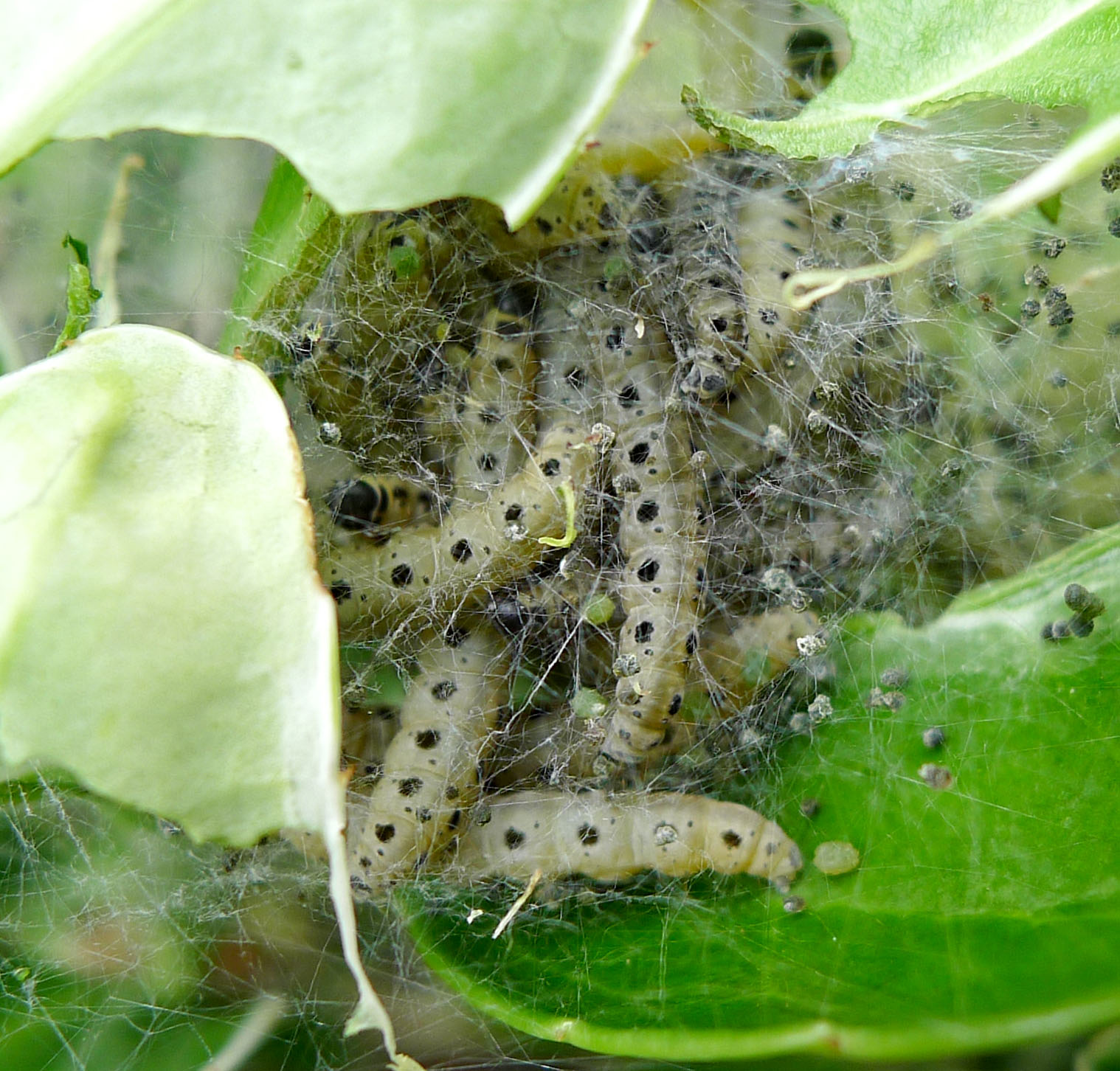
erugues sobre Euonymus europaeus
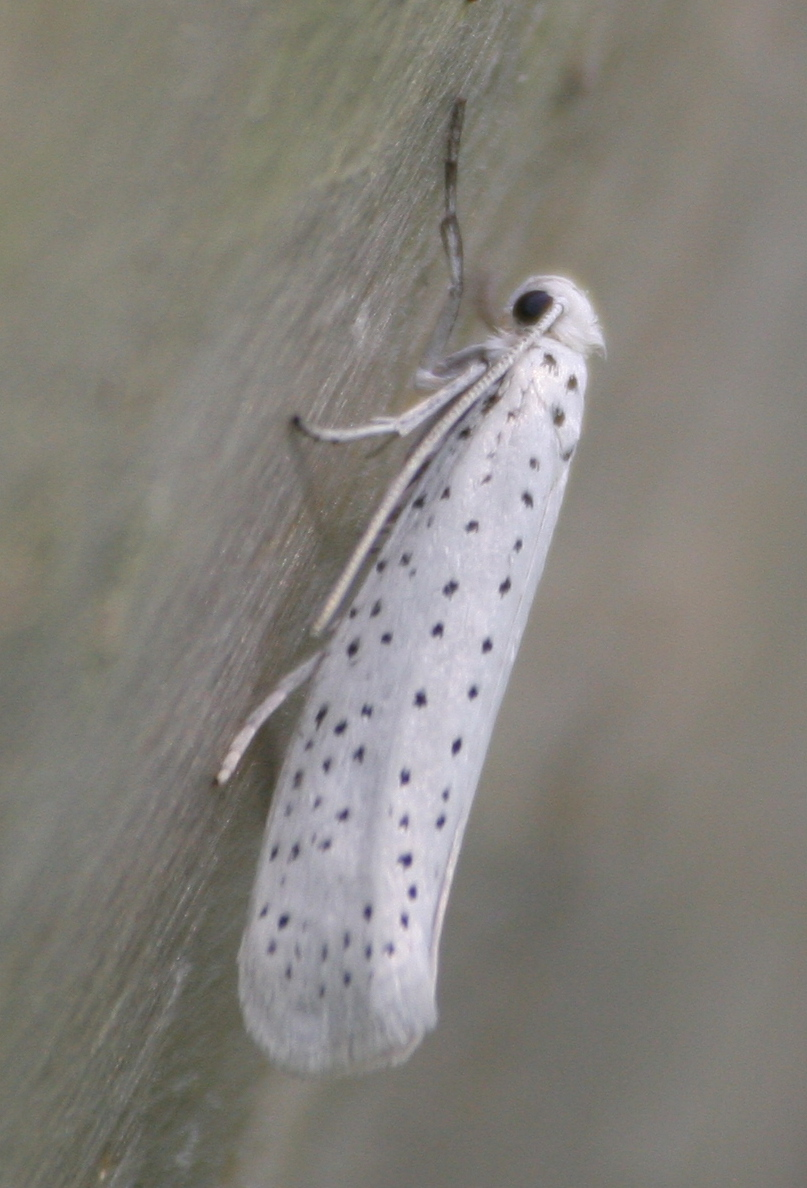
Yponomeuta evonymella sobre la teranyina que cobreix l'arbre.
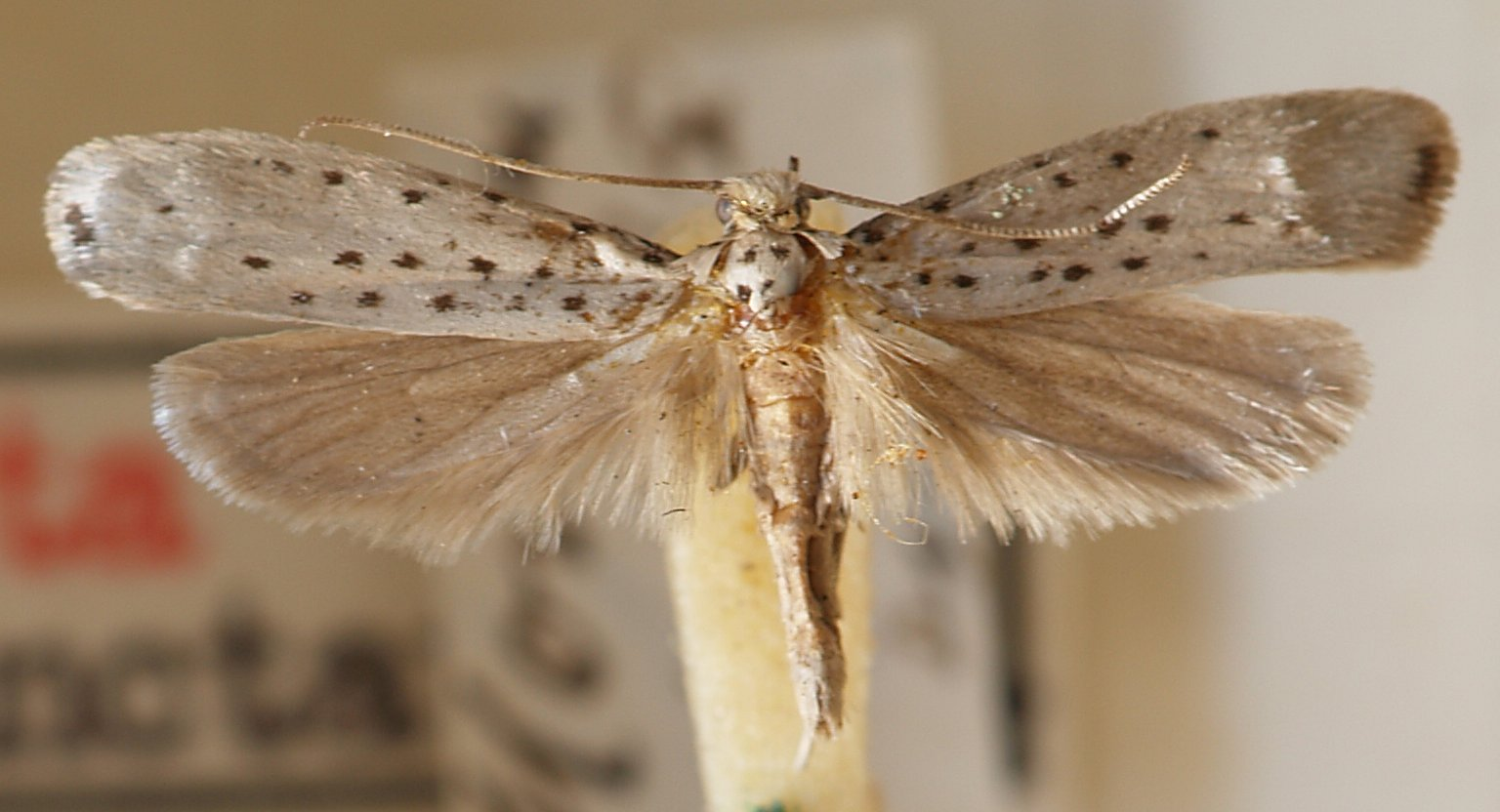
Yponomeuta sedellus muntada en una col.lecció
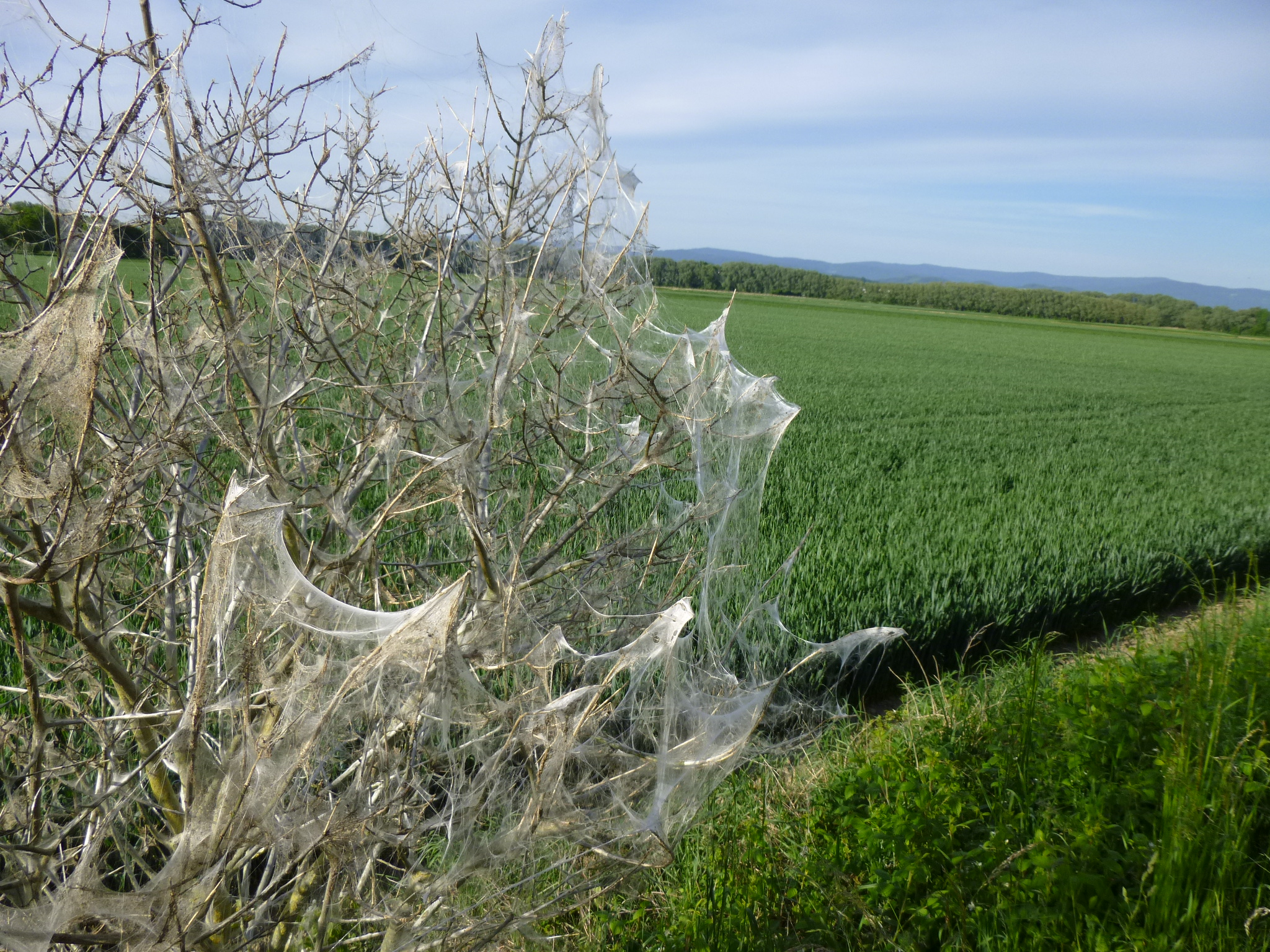
teranyines produïdes per les erugues